# Gărbiște, Kărdjali
Gărbiște (în bulgară Гърбище) este un sat în comuna Ardino, regiunea Kărdjali,  Bulgaria. 

## Demografie
Componența etnică a satului Gărbiște
     Turci (99,38%)
     Nicio identificare (0,61%)
     Altele (0%)
La recensământul din 2011, populația satului Gărbiște era de 163 locuitori. Din punct de vedere etnic, majoritatea locuitorilor (99,38%) erau turci. Pentru 0,61% din locuitori nu este cunoscută apartenența etnică.